# Romeao Ferguson
Romeao Ferguson (Burlington, Carolina del Norte, 11 de abril de 1997) es un baloncestista estadounidense que juega en las posiciones de alero y escolta. Actualmente integra el plantel de Mineros de Zacatecas de la LNBP de México.

## Trayectoria
Ferguson ingresó a la Universidad Lincoln Memorial en 2016, pero pasó su primer año como redshirt. Jugó luego una temporada con los Railsplitters en la South Atlantic Conference de la División II de la NCAA, antes de transferirse en 2018 al Belmont Abbey College, donde se incorporó a los Crusaders, equipo con el que competiría hasta 2020 en la Conference Carolinas, otra conferencia de la División II de la NCAA. Su última experiencia en el baloncesto universitario estadounidense fue actuando para los Bisons de la Universidad Lipscomb, un miembro de la ASUN Conference de la División I de la NCAA.
Participó de un campo de entrenamiento de los Lakeland Magic, pero el equipo no hizo opción de prolongar su contrato para la temporada 2021-22.
Ferguson comenzaría a jugar profesionalmente en la Liga Nacional de Básquetbol de Chile, al ser contratado por Los Leones de Quilpué para la temporada 2022. Culminado el campeonato, se unió a Atenas de la Liga Nacional de Básquet de Argentina; sin embargo sólo disputó 8 partidos en ese club antes de ser desvinculado del plantel. 
Ferguson regresó a Chile en 2023 y 2024 para reforzar, respectivamente, a Los Leones de Quilpué y al Atlético Puerto Varas.
Entre abril y junio de 2024 jugó para los Diablos de Miranda de la Superliga Profesional de Baloncesto de Venezuela. En julio se unió a los Titanes del Distrito Nacional de la Liga Nacional de Baloncesto de la República Dominicana, equipo con el que se consagraría campeón de la temporada. Y en septiembre regresó a la Liga Nacional de Básquet de Argentina como refuerzo de La Unión de Formosa.
En junio de 2025 firmó un contrato con los Mineros de Zacatecas de la LNBP de México.

## Vida personal
Es hijo del exbaloncestista Calvester Ferguson, y hermano agnado de Eric Ferguson, quien también es baloncestista profesional.
Tiene nacionalidad argentina gracias a su madre, que nació en ese país.